# 賽西湖大廈

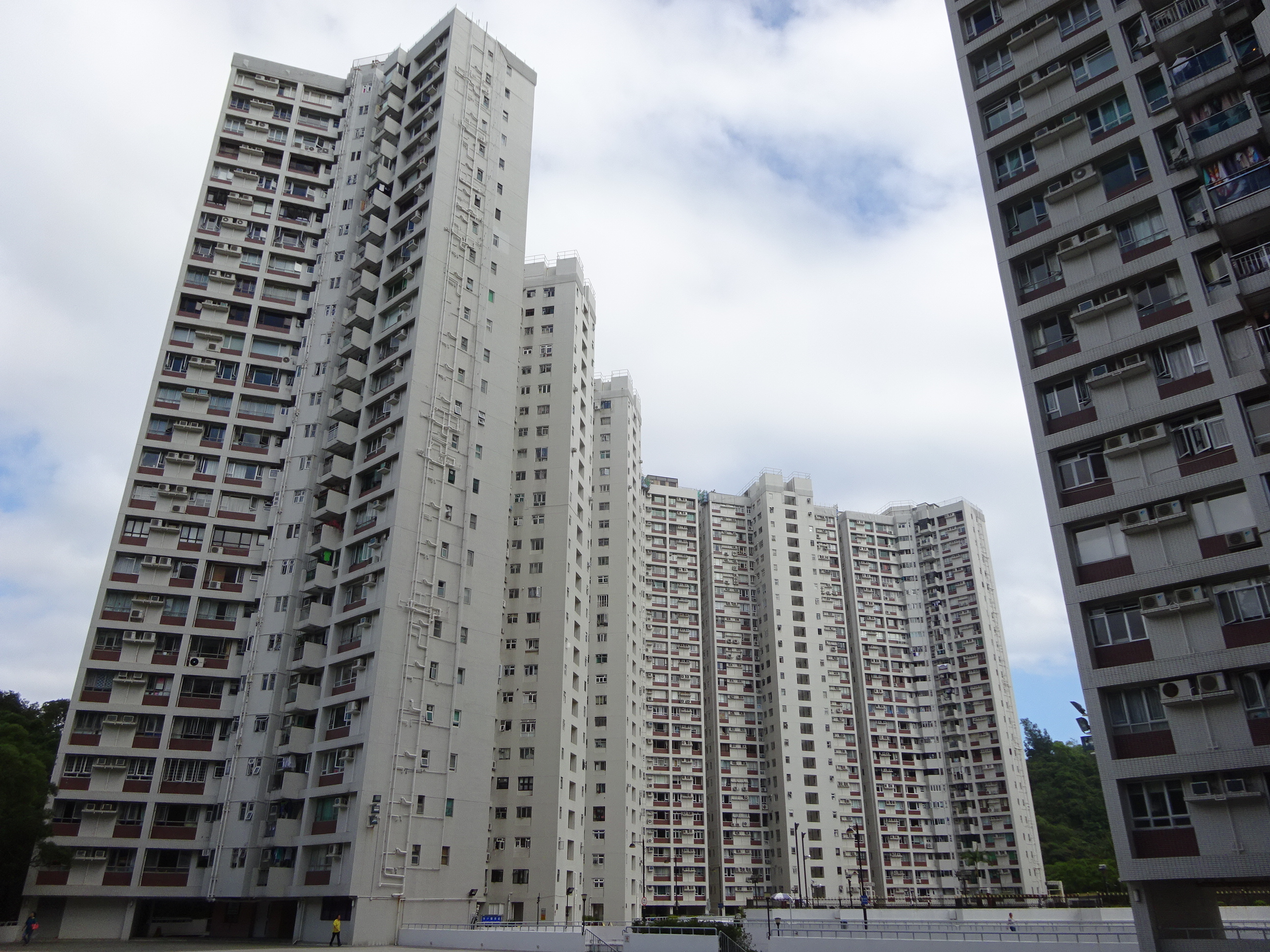
賽西湖大廈

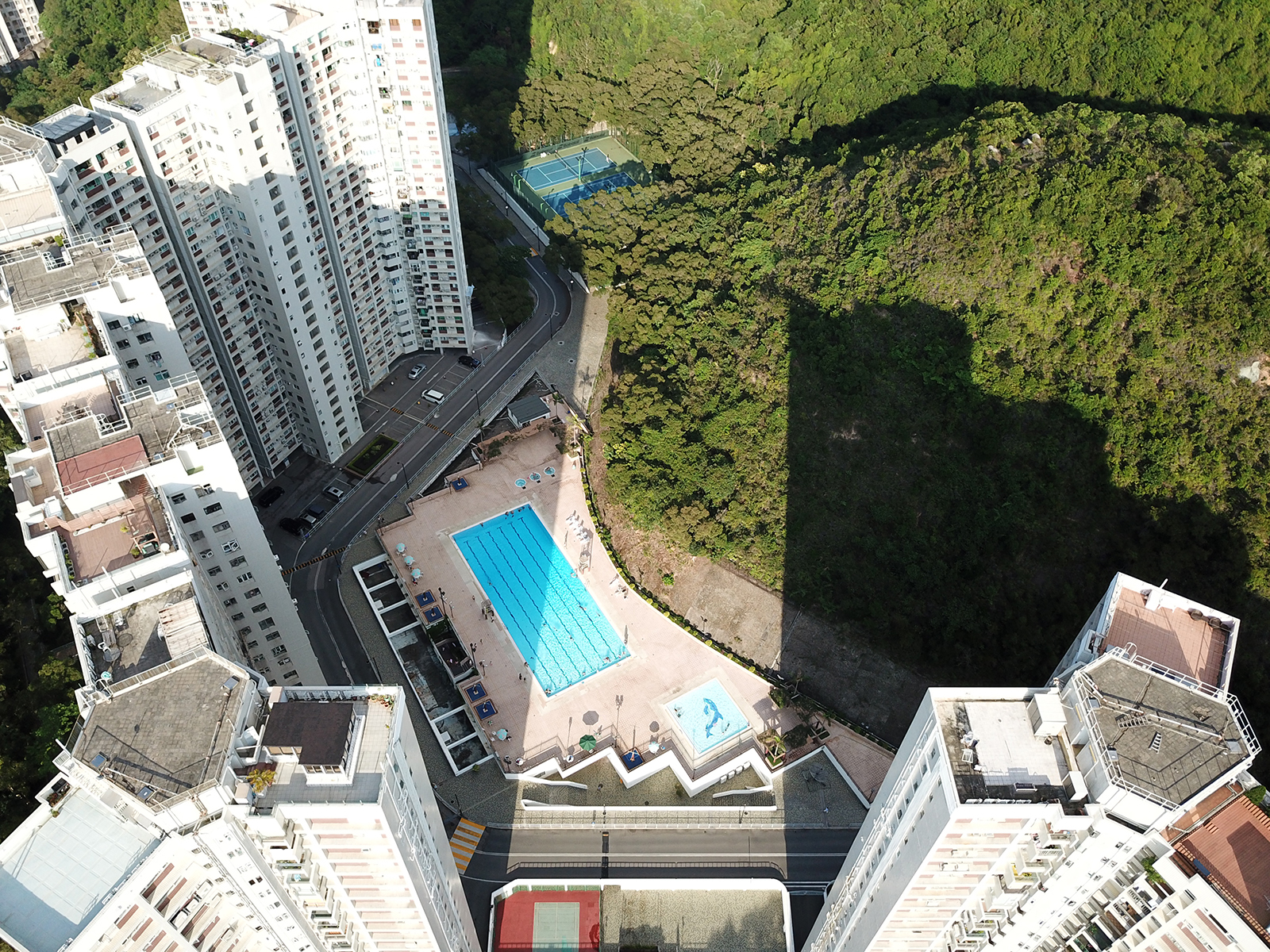
賽西湖大廈游泳池

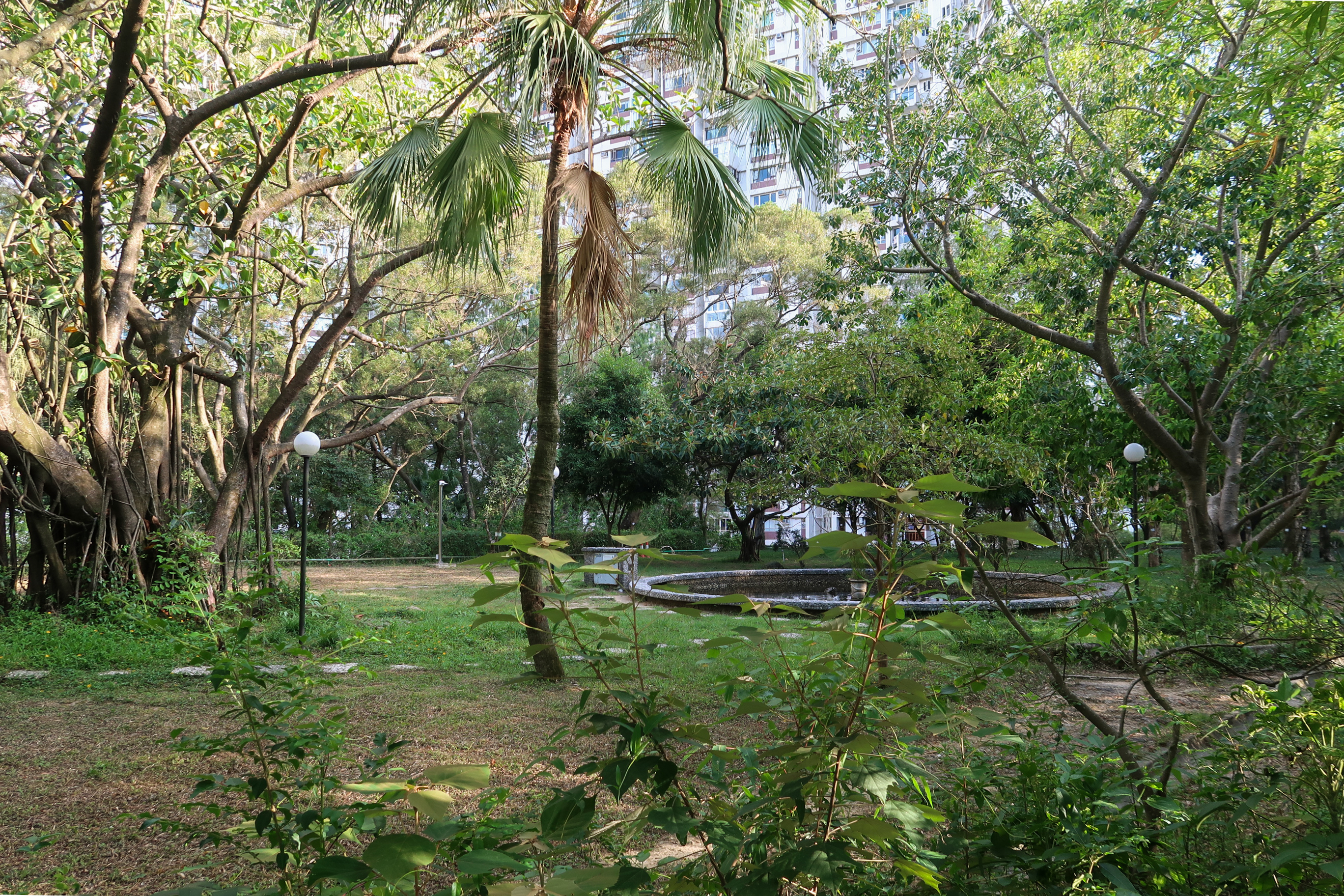
賽西湖大廈的中央公園

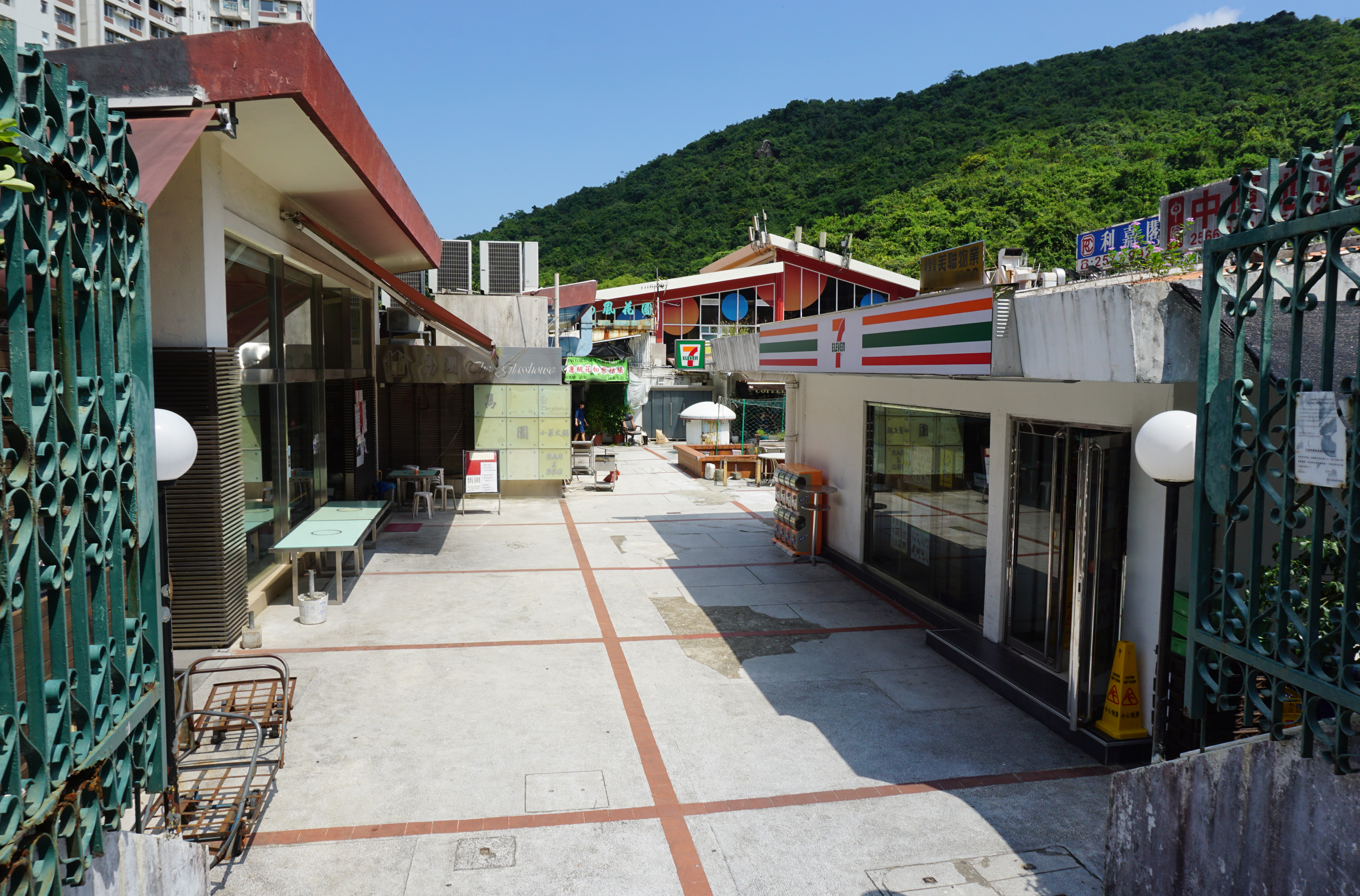
賽西湖商場入口

賽西湖大廈（英語：Braemar Hill Mansions）位於香港港島寶馬山，為港島知名大型傳統豪宅屋苑，物業於1978年落成，發展商為長江實業。賽西湖大廈處於東半山地勢較高位置，基座約海拔150米，頂層高度更達海拔240米，中高層戶已可俯瞰維港煙花至東九龍啟德郵輪碼頭一帶景致。物業三面環山，環境寧靜，空氣清幽宜人，區內知名爬山徑（金督馳馬徑）更近在咫尺，且毗鄰多所著名國際學府與傳統名校，一直深受城中名人、富裕家族、專業人士、上市公司, 電力公司主席所追捧。

## 歷史
1975年，長實趁香港經濟不景、地產市道低迷再次作重要擴展。當年它以8,500萬元的低價，向太古地產購入北角寶馬山道賽西湖地盤。賽西湖佔地86.4萬方呎，長實在該地盤興建15幢住宅，共提供925個1,260至1,640方呎的大型住宅單位以及商場、停車場等，總樓宇建築面積達132萬方呎，平均每方呎地價成本僅為64元。

## 設施
屋苑設有泳池、網球場、羽毛球場及康樂室，地下為停車場。附設中央公園賽西湖公園和購物商場等設施。
賽西湖大廈的中央公園——賽西湖公園不是由康樂及文化事務署管理。整個賽西湖公園分為私人地方和公共空間南北兩邊。中間用鐵絲網加一列竹樹分隔，是一種奇景。私人地方的一邊有噴水池。
賽西湖大廈入口私家路是一條行車大道，它由該屋苑的南面串連第1座至第15座。大道入口分東西兩端，安置有大閘，由保安把守。
賽西湖大廈後方山坡為金督馳馬徑及大潭郊野公園（鰂魚涌擴建部分）所在。

## 著名業主
- 洪小蓮：長實集團前執行董事（1978年一手買入，到了1999年，斥資800萬元，購入樓上單位，擬打通自製複式）
- 黃建業：美聯物業主席
- 倪匡：已故知名作家（早年購入頂層（25樓）單位，1600多呎連天台，當年樓價52萬港元[1]）
- 黃玉郎：著名漫畫家
- 藝人吳家樂及太太周蕙蕙
- 麥玲玲：堪輿學家
- 前新民黨副主席史泰祖
- 陳奕迅經理人甘菁菁（至今共持有3個單位）

## 附近屋苑
- 寶馬山花園（寶馬山道1號）
- 海景台（雲景道31號）
- 雲景台（雲景道38號）
- 萬德閣（雲景道46號）
- 海天峰（雲景道56 號）
- 富豪閣（雲景道56 號）
- 珊瑚閣（雲景道51-67 號）
- 傲龍軒（天后廟道18號）
- 飛龍臺 (天后廟道26-32號）
- 威景臺（天后廟道70號）
- 雲峰大廈（天后廟道114號）

## 附近學校
- 蘇浙公學
- 聖貞德中學
- 培僑中學
- 閩僑中學
- 中華基督教會桂華山中學
- 漢基國際學校
- 香港樹仁大學

## 鄰近
- 寶馬山花園
- 寶馬山巴士總站